# پنجه‌دراز شارپ

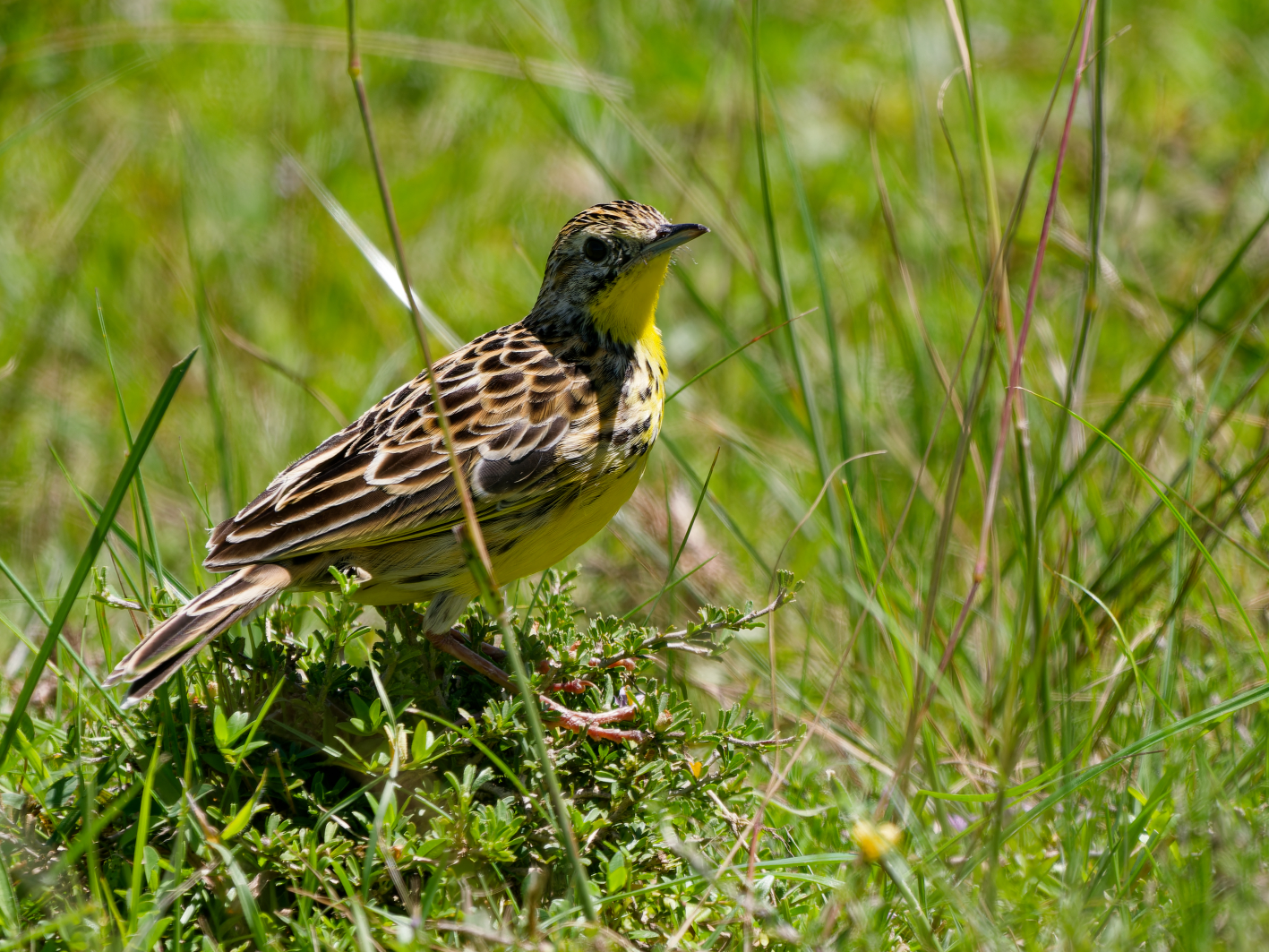
پنجه‌دراز شارپ

پنجه‌دراز شارپ (نام علمی: Macronyx sharpei) یک پرنده گنجشک‌سان از تیرهٔ پنجه‌درازها (Motacillidae) است که شامل پیپت‌ها و دم‌جنبانک‌ها نیز می‌شود. این گونه بومی کنیا است.
طول آن ۱۶–۱۷ سانتی‌متر است، با روتنه که به شدت با رگه‌های نخودی و حنایی مشخص شده است، زیرتنه زرد و پرهای بیرونی دم سفید در حال پرواز است.

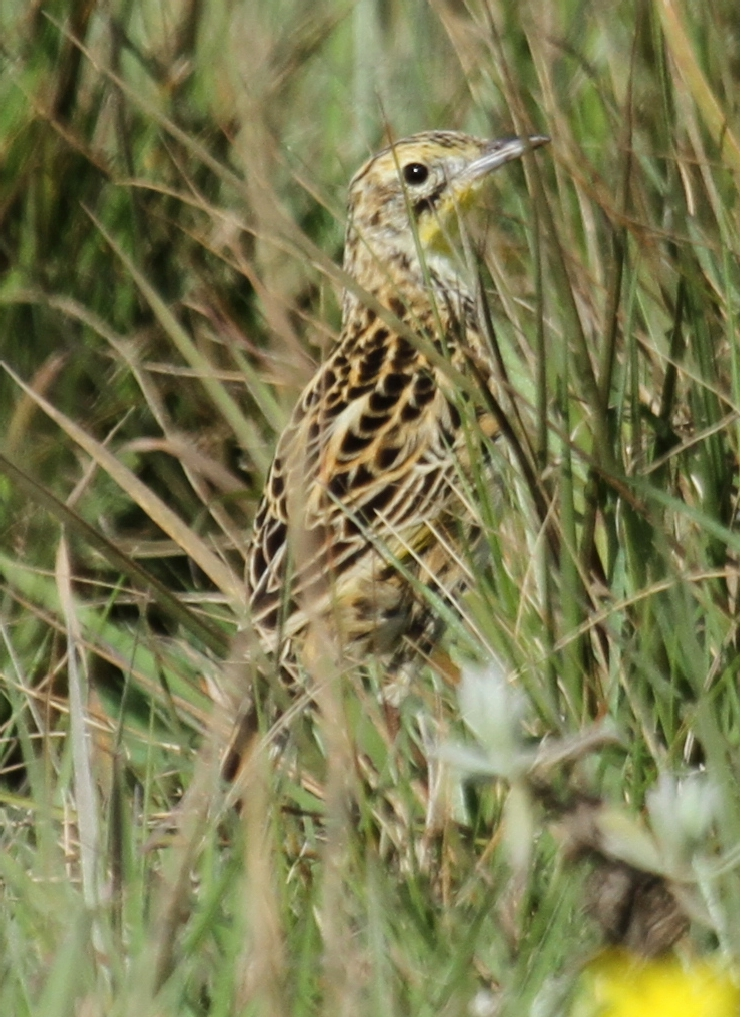
فلات کینانگوپ - کنیا